# Pearsonia
Genre
Pearsonia est un genre de plantes à fleurs dicotylédones de la famille des Fabaceae, sous-famille des  Faboideae, originaire des régions tropicales d'Afrique et de Madagascar, qui comprend une douzaine d'espèces acceptées.

## Liste d'espèces
Selon The Plant List (24 novembre 2018) :
- Pearsonia aristata (Schinz) Dummer
- Pearsonia bracteata (Benth.) Polhill
- Pearsonia cajanifolia (Harv.) Polhill
- Pearsonia flava (Baker f.) Polhill
- Pearsonia grandifolia (Bolus) Polhill
- Pearsonia madagascariensis (R.Vig.) Polhill
- Pearsonia mbabanensis Compton
- Pearsonia mesopontica Polhill
- Pearsonia metallifera Wild
- Pearsonia obovata (Schinz) Polhill
- Pearsonia sessilifolia (Harv.) Dummer
- Pearsonia uniflora (Kensit) Polhill